# Inbate
Inbate is een bestuurslaag in het regentschap Timor Tengah Utara van de provincie Oost-Nusa Tenggara, Indonesië. Inbate telt 1107 inwoners (volkstelling 2010).